# Folnegovićevo naselje
Folnegovićevo naselje, poznatije pod nazivom Folka, je zagrebačko gradsko naselje (kvart) smješten južno od Slavonske avenije i istočno od Avenije Marina Držića. Nastala je u drugoj polovici pedesetih godina dvadesetog stoljeća kao radničko naselje, a ime je dobilo po Franu Folnegoviću, hrvatskom političaru i publicistu iz devetnaestog stoljeća.

## Osnovni podaci

### Smještaj
Folka je smještena blizu poznate "petlje", proteže se od Avenije Marina Držića na zapadu do ulica Grada Chicaga i Savica I na istoku, te od Slavonske avenije na Sjeveru do ulica Tita Strozzija i Dane Duića na jugu. Administrativno se nalazi na krajnjem zapadu gradske četvrti Peščenica – Žitnjak, a pokriva dva mjesna odbora: veći mjesni odbor Fonegovićevo naselje i manji mjesni odbor "Oton Župančić" (bivši mjesni odbor hrvatskog književnika Mile Budaka).
Što se drugih kvartova tiče, Folka na zapadu graniči s Trnjanskom Savicom, na sjeveru sa Sigečicom, na istoku s naseljem Savica – Šanci, a na jugu s Borovjem.

### Površina i broj stanovnika
I površinom i brojem stanovnika Folka je jedan od najmanjih zagrebačkih kvartova. Površina kvarta je 50,32 ha, što predstavlja oko 0,08 % površine grada Zagreba, a prema popisu stanovništa iz 2011. godine ima 4835 stanovnika, što čini oko 0,6 % ukupnog broja stanovnika u gradu. Kada bi bila naselje, Folka bi bila 82. naselje po veličini u Hrvatskoj, odmah iza Vodica, a ispred Stobreča, Delnica i Drniša.

### Ime
Kvart je nazvan po Franu Folnegoviću, hrvatskom političaru i publicistu iz XIX. stoljeća. Nije poznato zašto je i na čiju inicijativu nazvan baš po Folnegoviću, što je prilično zanimljivo, jer je kvart nastao i dobio ime krajem pedesetih godina XX. stoljeća za vrijeme komunističkog režima, dok je Folnegović bio vođa Stranke prava i zastupnik u Gradskom poglavarstvu, a zagovarao je interese srednjeg i bogatijeg građanstva, onoga što je tadašnji režim nazivao »buržoazijom«.
U devedesetim godinama XX. stoljeća počeo se prisilno uvoditi naziv Trstik, vjerojatno zbog političkih konotacija vezanih za Folnegovića, no on nikada nije formalno prihvaćen i s vremenom se izgubio. Danas se Folnegovićevo naselje gotovo uvijek naziva Folka.

## Povijest
Prve zgrade u Folki sagrađene su u drugoj polovici pedesetih godina prošlog stoljeća na sadašnjem sjeverozapadnom dijelu kvarta. Ubrzo se krenulo i u izgradnju osnovne škole, čija je gradnja počela 1962. godine. Prvi, manji neboder, useljen je 1962./63. godine. Završetak škole odužio se zbog velike poplave 1964. godine, pa je sama zgrada u potpunosti dovršena 1966. Poslije poplave sagrađena je i većina ostalih zgrada u kvartu, uglavnom četverokatnica i peterokatnica, a nešto kasnije sagrađena su i tri velika nebodera. Dovršen je i vozački poligon te športski tereni oko osnovne škole. Godine 1984. dovršava se tzv. "bijela zgrada" s atomskim skloništem, a 1987. godine otvaraju se islamski centar i džamija na samom istoku kvarta. Od kraja Domovinskog rata nije sagrađena nijedna stambena zgrada osim tzv. "nove zgrade" u Gavellinoj ulici, no obnovljen je Hrvatski geološki institut, izgrađen veliki (i dijelom nedovršeni) centar Instituta građevinarstva Hrvatske te tvornica Coca-Cole. Posljednja veća investicija u Folki bila je izgradnja sportskog centra Nur u sklopu islamskog centra te spomen park muslimanima poginulima u Domovinskom ratu.

## Odgoj, obrazovanje i znanost
U Folki se nalaze dva dječja vrtića – DV Vladimira Nazora i DV Milana Sachsa; gradski popravni dom za maloljetnike, Osnovna škola Lovre pl. Matačića te Hrvatski geološki institut.

### OŠ Lovre pl. Matačića
Osnovna škola sagrađena je 1966. godine, a u više je navrata povećavana: 1967. godine sagrađena je športska dvorana, 1971. sportski tereni i prometni poligon za školska natjecanja, a početkom 2000-ih obnavljaju se tereni i neki dijelovi škole. Iako danas nosi ime svjetski poznatog dirigenta Lovre pl. Matačića, nije se oduvijek tako zvala. Prvo joj je ime bilo Osnovna škola Miloje Pavlovića po ravnatelju više škola u Srbiji i kasnije narodnom heroju, a nosila ga je do hrvatske nezavisnosti kada, 1991. godine, škola mijenja ime u Osnovna škola Mile Budaka po hrvatskom piscu i ministru u ustaškoj vladi. Nakon manje od tri godine škola ponovno mijenja ime u Osnovna škola Pešćenica, kako će se zvati tek 23 dana, da bi 29. travnja 1994. dobila današnji naziv.

## Sport i rekreacija
Zbog specifične planske arhitekture Folka ima više od deset uređenih dječjih parkova i na desetke livada. Uz dječja igrališta, u kvartu postoje i četiri betonska te pet travnatih nogometnih terena, četiri betonska košarkaška terena, dva boćališta i tri stola za stolni tenis, a u planu je izgradnja teniskih terena. Također, na manje od deset minuta vožnje biciklom od Folke nalaze se popularna rekreacijska središta Zagrepčana – Bundek i savski nasip.
Iako je jedan od najmanjih kvartova, Folka ima nogometni klub NK Nur osnovan 2000. godine. Unatoč tome, kako je riječ o starom radničkom kvartu, gotovo svi stanovnici Folke navijaju za Dinamo.[nedostaje izvor] Kvart je uvijek bio jaka baza Bad Blue Boysa,[nedostaje izvor] što se da zaključiti i po većini kvartovskih zidova te desecima grafita, između ostaloga i najvećeg navijačkog grafita u Hrvatskoj, dužeg od 200 metara, za što je prvenstveno zaslužna kvartovska ekipa Riot Squad Folka.

## Poznate osobe i popularna kultura
Kao prilično problematičan, a k tome još i mali radnički kvart, broj ljudi iz Folke koji su postali poznati je nevelik. Poznato je da je u kvartu odrasla Jelena Veljača, glumica, scenaristica, spisateljica i kolumnistica; kao i pjevačica Anđa Marić.
Folka se gotovo nije spominjala u popularnoj kulturi, pa se jedini spomen imena kvarta može naći u pjesmi "Kužiš spiku" rap dvojca Tram 11.